# Kal Ho Naa Ho
Kal Ho Naa Ho, anche conosciuto con il titolo inglese Tomorrow May Never Come,  è un film di Bollywood diretto da Nikhil Advani nel 2003, con Shah Rukh Khan, Saif Ali Khan e Preity Zinta.
Il film è narrato in prima persona dal personaggio su cui ruota l'intera storia, Naina Catherine Kapur Patel.

## Trama
Naina Kapur è una giovane NRI di New York. Triste e seriosa, è la figlia maggiore di Jenny, insieme a Shiv, un fratello preadolescente con disabilità e Jiya, una sorellina adottata. Vive con loro anche la nonna paterna Lajjo, ostile con Jenny perché convinta che l’adozione di Jiya, che tratta con plateale disprezzo, sia stata la causa scatenante del suicidio del figlio, il padre di Naina appunto, un lutto che nessuno in famiglia sembra aver realmente superato. A ciò si aggiungono le ristrettezze finanziarie in cui la famiglia versa a causa dello scarso successo del bar che Jenny gestisce insieme a un’amica.
Una sera, insieme ai figli, Jenny prega affinché arrivi un angelo che porti via le loro sofferenze. Nello stesso momento nella casa di fronte arriva dall’India Aman, nipote dell’anziano vicino di casa. Con la sua allegria, i suoi modi avvolgenti e il suo sorriso contagioso Aman è immediatamente simpatico a tutti, tranne che a Naina, risentita e segretamente invidiosa della sua ostentata spensieratezza.
Naina vede Aman abbracciare per strada una donna di nome Priya, e i due vengono mostrati anche intenti in una conversazione alquanto tesa in cui lui afferma di essere venuto a New York solo per lei. 
Gradualmente Aman si fa sempre più presente nella vita della famiglia Kapur, diventando il confidente di Jenny. Grazie al suo aiuto nel trasformare il mediocre bar in un ristorante indiano che si distingua dalla massa di locali anonimi nei dintorni, il locale ha successo e le finanze della famiglia si risollevano. 
La “missione” cui Aman tiene di più è però quella di portare il sorriso sul viso di Naina e aiutarla a vivere pienamente poiché, come dice spesso, “domani potrebbe non arrivare”. I due iniziano a uscire, insieme all’amico Rohit, e in loro compagnia Naina riesce a sperimentare il divertimento e la leggerezza che non conosceva. Nel lasciarsi andare, però, finisce per innamorarsi di Aman, mentre Rohit inizia a provare per Naina qualcosa in più dell’amicizia.
Rohit e Aman diventano grandi amici (un rapporto che l’anziana domestica di Rohit, di mentalità molto tradizionalista, fraintende con orrore) e Rohit confida ad Aman i propri sentimenti per Naina, chiedendo e ottenendo il suo aiuto per conquistarla.
Nel frattempo Naina va a casa di Aman per dichiararsi, ma qui trova una foto di lui insieme a Priya vestita da sposa: lui gli dice quindi di essere già sposato con Priya, anche se al momento non vivono insieme perché stanno avendo un conflitto, al che lei se ne va devastata. 
La madre di Aman gli chiede perché abbia mentito: viene rivelato che Aman soffre di una malattia cardiaca che lo porterà alla morte in giovane età, e Priya non è altri che un’amica d’infanzia e la sua dottoressa di fiducia. Proprio perché in realtà ama Naina, vuole vederla felice e al sicuro più di quanto la voglia per sé: giura quindi di fare in modo che Naina e Rohit si sposino prima della sua morte.
Proprio mentre l’amicizia tra Naina e Rohit sembra pronta a sbocciare in amore, Naina scopre che è stato Aman a macchinare a favore di Rohit, si arrabbia e li accusa entrambi di aver giocato con i suoi sentimenti, ma Aman, fingendo di leggere a Naina dal diario di Rohit parole d’amore in realtà sue, riesce a indurla a perdonarli entrambi.
Rohit fa la proposta di matrimonio a Naina e lei accetta. Più tardi a casa di Naina scoppia una furiosa lite tra Jenny e Lajjo intorno a Jiya. Aman aveva in precedenza scoperto in confidenza da Jenny il vero motivo del suicidio di suo marito: Jia è in realtà frutto di una sua relazione extraconiugale, che Jenny aveva non solo perdonato, ma aveva anche accolto la piccola in casa quando la madre biologica aveva rifiutato di occuparsene. La superiorità morale della moglie era stata ciò che l’uomo non aveva avuto la forza di sopportare, fino a togliersi la vita per il rimorso. Aman rivela la verità a Lajjo, facendo finalmente riconciliare suocera e nuora.
Durante la festa di fidanzamento di Rohit e Naina Aman ha un attacco di cuore, ma nessuno se ne accorge, nessuno lo soccorre tranne sua madre.
Il giorno dopo, mentre sono in gioielleria per i preparativi delle nozze, Naina e Rohit si imbattono in Priya con il suo vero marito, scoprendo non solo che Aman non è in realtà sposato, ma anche della sua malattia segreta, che il marito di Priya rivela loro incautamente. 
Naina comprende così tutta la verità, ovvero che Aman ha sacrificato il loro amore per assicurarle la felicità duratura che lui non può darle. 
Aman, avvertito prontamente da Priya, lascia l’ospedale nonostante le condizioni precarie e si confronta con Rohit, che dalla scena del diario sospettava i suoi sentimenti per Naina: dapprima Rohit è frustrato e risentito, afferma che l’amico l’ha messo in una brutta posizione, al che Aman ribatte che darebbe qualsiasi cosa pur di essere nella sua posizione, ed esprime come suo ultimo desiderio prima di morire che Rohit sposi Naina. 
Aman si confronta poi con Naina, e mentre ripete di non averla mai amata, i due si abbracciano appassionatamente.
Naina e Rohit si sposano. Aman assiste alla cerimonia, ma poco tempo dopo ha il tracollo che gli sarà fatale. 
Sul letto di morte saluta tutti, uno dopo l’altro, Rohit per ultimo. I due si promettono che Naina sarà di Aman nella prossima vita.
Nell’epilogo, una Naina di mezza età racconta ad una Jiya ormai adulta di come Aman le ha insegnato ad amare se stessa, la vita e Rohit, e le due sorelle si confessano teneramente che Aman è stato il primo amore di entrambe. Rohit le raggiunge con la figlia nata dal loro matrimonio, Rhea. 

## Uscite internazionali
- Uscita negli  USA: 27 novembre 2003
- Uscita in  India: 28 novembre 2003
- Uscita in  Francia: 20 marzo 2004
- Uscita in  Danimarca: 28 marzo 2004
- Uscita in  Germania: 8 luglio 2004

## Collegamenti ad altre pellicole
Il film cita esplicitamente le pellicole precedenti Dil Chanta Hai e Taal: il primo nella battuta che Aman fa a Sweetu relativamente alla sua situazione in amore. Il secondo, come ricordato, nella poesia che Rohit scrive a Naina.

## Musiche
Nel film sono presenti sei canzoni, di durata variabile:
- Pretty Woman
- It's The Time To Disco
- Kuch To Hua Hai
- Kal Ho Naa Ho
- Kal Ho Naa Ho-Sad
- Maahi Ve

Nella canzone Maahi Ve compaiono come Special Guest Kajol e Rani Mukherjee.